# Radíč
Radíč település Csehországban, a Příbrami járásban. Radíč Křečovice, Nalžovice, Kňovice, Osečany és Chotilsko településekkel határos. Lakosainak száma 229 fő (2024. január 1.).

## Népesség
A település lakosságának változását az alábbi diagram mutatja:
| Lakosok száma | 790  | 702  | 481  | 340  | 265  | 214  | 219  | 211  | 224  | 229  |
|               | 1869 | 1890 | 1921 | 1950 | 1980 | 2001 | 2017 | 2019 | 2022 | 2024 |